# Interkontinentální pohár 1983
Dvacátý druhý ročník Interkontinentálního poháru byl odehrán dne 11. prosince 1983 v Tokiu, kde se každoročně hrál od roku 1980. Ve vzájemném zápase se střetli vítěz Poháru mistrů evropských zemíročníku 1982/83 – Hamburger SV a vítěz Poháru osvoboditelů ročníku 1983 – Grêmio, který zvítězil 2:1 a získal tak poprvé tuto trofej. 

## zápas
| 11. prosince 1983 |        |                 |                                                                    |
| Hamburger SV      | 1 : 2  | Grêmio          | Olympijský stadion, Tokio diváci: 62.000 rozhodčí: Michel Vautrots |
| Schröder 85'      | report | 37', 93' Renato | Olympijský stadion, Tokio diváci: 62.000 rozhodčí: Michel Vautrots |

## Vítěz
| Interkontinentální pohár 1983 Grêmio (1. vítězství) |